# Stiff Upper Lip
A Stiff Upper Lip az ausztrál AC/DC együttes tizenhetedik albuma, amely 2000 februárjában jelent meg az EastWest Records gondozásában. A lemez a Billboard eladási listáján a 7. helyig jutott az USA-ban.

## Történet
Az albumot eredetileg Bruce Fairbairn producerrel tervezték felvenni, akivel korábban az 1990-es The Razors Edge lemezt készítették. Már Londonban demózott az együttes, amikor 1999. május 17-én Fairbairn váratlanul elhunyt. Két hónappal később Kanadába utazott a csapat, hogy Brian Adams stúdiójában felvegyék a nagylemezt. A produceri székbe az AC/DC-hez legközelebb álló személy, George Young került. Az együttes zenei gyökereihez visszatérve a Stiff Upper Lip az AC/DC blues-hatásokkal leginkább átitatott anyaga lett. Utoljára 1975-ben, a High Voltage c. első albumukra írtak ennyi blues-alapú számot.
A Stiff Upper Lip február végén jelent meg világszerte. Márciusban a címadó dalhoz forgattak klipet, amely aztán a következő hónapban kislemezen is megjelent, és a Billboard Mainstream Rock Tracks listáján az első helyet szerezte meg. További két dalt adtak ki még kislemezen videóklipekkel megtámogatva, ezek a Safe in New York City és a Satellite Blues voltak.
A világkörüli turné augusztusban kezdődött Amerikában, ahol az ex-Guns N’ Roses gitáros Slash’s Snakepit nevű szólócsapata volt az előzenekaruk. Az Európa-turné október közepén indult, a következő évben pedig Ausztrália, majd Japán volt soron. 2001 márciusában visszatértek Amerikába egy második körre, de a 34 koncertből álló sorozat végére meg kellett ritkítani a dátumokat, mert Brian Johnson énekes torokgyulladással küszködött. Nyáron ismét Európa következett, ahol különleges programot játszottak, több, koncerten régen nem hallható dallal. A párizsi és müncheni koncerteket filmre vették, és az utóbbit még az év novemberében kiadták videón Stiff Upper Lip Live címmel.

## Az album dalai
1. Stiff Upper Lip – 3:35
2. Meltdown – 3:42
3. House of Jazz – 3:56
4. Hold Me Back – 3:59
5. Safe in New York City – 4:00
6. Can't Stand Still – 3:41
7. Can't Stop Rock 'n' Roll – 4:02
8. Satellite Blues – 3:47
9. Damned – 3:52
10. Come and Get It – 4:03
11. All Screwed Up – 4:36
12. Give It Up – 4:13

## Tour Edition
2001. január 8-án Ausztráliában, Új-Zélandon és Európában újra kiadták a Stiff Upper Lip albumot egy bónusz CD-vel kibővítve, melyen a kislemezen megjelent B-oldalas számok, illetve három videóklip kapott helyet. A Cyberspace c. dal a nagylemez dalaival egyidőben készült stúdiófelvétel, míg a többi szám a Ballbreaker album világkörüli turnéjának 1996-os madridi fellépéséről származó koncertfelvétel.
A bónusz CD dalai
1. Cyberspace – 2:57
2. Back in Black (Live in Madrid, 1996) – 4:10
3. Hard as a Rock (Live in Madrid, 1996) – 4:51
4. Ballbreaker (Live in Madrid, 1996) – 4:41
5. Whole Lotta Rosie (Live in Madrid, 1996) – 5:27
6. Let There Be Rock (Live in Madrid, 1996) – 14:25

Videóklipek
- Stiff Upper Lip – 3:50
- Safe in New York City – 4:01
- Satellite Blues – 3:55

## Közreműködők
- Brian Johnson – ének
- Angus Young – szólógitár
- Malcolm Young – ritmusgitár
- Cliff Williams – basszusgitár
- Phil Rudd – dob

## Külső hivatkozások
- Stiff Upper Lip – AC-DC.net
- AC/DC UK Singles – crabsodyinblue.com
- Murray Enleheart, Arnaud Durieux: AC/DC Maximum Rock & Roll ISBN 978-963-87481-1-9 ShowTime Budapest, 2007 (magyarul)